# Calycomyza melantherae
Calycomyza melantherae este o specie de muște din genul Calycomyza, familia Agromyzidae, descrisă de Spencer în anul 1966. Conform Catalogue of Life specia Calycomyza melantherae nu are subspecii cunoscute.